# 2062 Aten
2062 Aten sau 2062 Aton este un asteroid din grupul Aten, descoperit pe 7 ianuarie 1976 de Eleanor Helin.

## Denumirea asteroidului
Denumirea sa face referire la Aton, zeu egiptean.